# CAL Cargo Air Lines
CAL Cargo Air Lines (ивр. ק.א.ל. קווי אוויר למטען ‎, ИАТА: 5C, ИКАО: ICL) — израильская грузовая авиакомпания, базирующаяся в Тель-Авиве. Организует экспорт скоропортящихся продуктов и рутинного груза из Израиля в Европу и США, а также перевозит автомобили, тяжёлую технику и медицинское оборудование. Владеет логистическим центром в Льежском аэропорту. Грузооборот авиакомпании составляет проблизительно 100 000 тонн в год.

## История
Cargo Air Lines была основана в июне 1976 года и начала выполнение чартерных перевозок 2 ноября того же года. Первоначально авиаперевозки выполнялись на взятых в лизинг у El Al воздушных судах, однако 1 декабря 1999 года началось выполнение регулярных рейов на собственных самолётах после получения всех необходимых документов от правительства Израиля.
По состоянию на 2014 год авиакомпания находится в частной собственности и в основном выполняет чартерные авиаперевозки для Израильской Организации Сельскохозяйственного Сотрудничества (англ.  Israel Organisation of Agricultural Cooperation).

## Маршрутная сеть
По состоянию на 2014 год авиакомпания выполняет рейсы в следующие пункты назначения:
- Бельгия

- Льеж — аэропорт Льеж

- Кипр

- Ларнака — аэропорт Ларнака

- Нидерланды

- Амстердам — аэропорт Схипхол

- США

- Нью-Йорк — Международный аэропорт имени Джона Кеннеди

## Флот
В октябре 2014 года Cargo Air Lines эксплуатировала следующие самолёты:
| Тип самолёта    | В эксплуатации | Грузоподъёмность | Фотография |
| --------------- | -------------- | ---------------- | ---------- |
| Boeing 747-400F | 2              | 112 000 кг       |            |